# Задорожье (Псковский район)
Задорожье — деревня в Логозовской волости Псковского района Псковской области России.
Расположена на реке Каменка в 4 км к западу от Пскова и в 1 км к северу от Неёлово.
| 2001 | 2002 | 2010 | 2012 |
| ---- | ---- | ---- | ---- |
| 77   | ↗94  | ↘72  | ↗79  |